# Карате-Бріанца
Карате-Бріанца (італ. Carate Brianza) — муніципалітет в Італії, у регіоні Ломбардія, провінція Монца і Бріанца.
Карате-Бріанца розташоване на відстані близько 500 км на північний захід від Рима, 25 км на північ від Мілана, 12 км на північ від Монци.
Населення — 17 795 осіб (2014).
Щорічний фестиваль відбувається 7 грудня. Покровитель — Sant'Ambrogio.

## Демографія
Населення за роками:

Станом на 1 січня 2023 року в муніципалітеті офіційно проживало 1408 іноземців з 64 країн, серед них 335 громадян країн Євросоюзу та 109 громадян України.

## Сусідні муніципалітети
- Альб'яте
- Безана-ін-Бріанца
- Бріоско
- Джуссано
- Сереньо
- Тріуджо
- Верано-Бріанца